# Ruth Schönthal
Ruth Schönthal   (Hamburg, 27 de juny de 1924 - Scarsdale, 10 de juliol de 2006) va ser una pianista i compositora.

## Biografia
Ruth Esther Hadassah Schönthal va néixer a Hamburg, filla de pares vienesos, l'enginyer Fritz Schönthal (1893-1953) i la seva esposa Ida Spitz (1897-1988). Va tenir un germà, Hans Peter (1926-1942), que va morir jo ve a Ciutat de Mèxic. Als cinc anys Ruth va començar a compondre i es va convertir en l'estudiant més jove mai acceptada al Stern'sche Konservatorium de Berlín. Com a nena jueuva, va haver de deixar l'escola als deu anys i un any més tard també va ser expulsada del conservatori, continuant la seva formació amb professors particulars. Els anys 1935-1936 va prendre lliçons de Walter Hirschberg, alumne d'Arnold Schönberg, i entre 1936 i 1938 del pianista Alfred Meizel.
El 1938, Schönthal i la seva família es van veure obligades a abandonar l'Alemanya nazi cap a Estocolm a causa de la seva herència jueva. Allà el pare podia continuar treballant en una sucursal de la mateixa empresa per la qual treballava a Alemanya. Posteriorment, Ruth va estudiar a la Reial Acadèmia de Música (Kungliga Musikhögskolan, KMH) d'Estocolm, on als catorze anys va veure publicada la seva primera sonatina. A la KMH va estudiar composició amb Ingemar Liljefors i piano amb Olaf Wibergh. El 1941 la família es va veure obligada una vegada més a fugir a conseqüència de l'augment de la tensió política, viatjant a l'URSS, on el pare no hi volia viure, i després al Japó, camí de la Ciutat de Mèxic, on va continuar estudiant composició amb Manuel Ponce i Rodolfo Halffter i piano amb Pablo Castellanos. A Mèxic, als 19 anys, va oferir una aclamada interpretació per a piano de les seves pròpies composicions, inclòs el seu Primer Concert per a piano, l'anomenat Concierto Romántico, al Palau de Belles Arts. Entre els membres del públic hi havia el conegut compositor alemany Paul Hindemith, que va obtenir una beca perquè estudiés amb ell a Yale el 1946.
El 1950, Schönthal es va casar per segona vegada, aquesta amb el pintor Paul Bernhard Seckel (nascut el 1918 a Osnabrück, Alemanya, mort a Nova York el 2013). Es van establir inicialment a la ciutat de Nova York i finalment es van traslladar a New Rochelle, on Schönthal va viure la major part de la seva vida. Un dels seus fills va ser Alfred Paul "Al" Seckel (1958-2015). L'any 1965 va aconseguir la nacionalitat estatunidenca.
Schönthal va rebre encàrrecs de música de cambra, òperes, composicions simfòniques, així com obres per a orgue i piano. Va ensenyar composició i teoria musical a la Universitat de Nova York fins al 2006 quan el deteriorament de la salut la va obligar a dimitir. També va ensenyar composició i piano de manera privada i va ser la primera professora de composició del compositor estatunidenc Lowell Liebermann. Una alumna seva entre 2003 i 2005, la desconeguda Stephanie Germanotta, va arribar a una gran fama en el món de la música pop amb el nom de Lady Gaga. Schonthal va utilitzar la seva música per mantenir-se a si mateixa i a la seva família al llarg de la seva vida: va escriure per a televisió i per anuncis, va tocar el piano en diversos bars i clubs i va ensenyar de manera privada a Nova York.
El 1980 Schönthal va fer el seu primer viatge a Alemanya des que abandonés el seu país per la pressió del nazisme.
Les seves obres són interpretades àmpliament, però la seva música és potser més coneguda a la seva Alemanya natal. La seva música va ser publicada per les editorials Oxford University Press, Southern Music Co, Carl Fischer, GE Schirmer, Sisra Press, Fine Arts Music Co, Hildegard Music Publishing Co, Furore i gravada en LP a Capriccio, Crystal, Leonarda, Opus One i Orion, molts d'ells reeditats en CD als segells Leonarda i Cambria.

## Composicions musicals
"La seva música és expressionista, les seves formes enginyoses", segons Catherine Parsons Smith. Com altres estudiants de Hindemith, es va esforçar per alliberar-se de la seva influència (Grove Music Online). El seu estil és una fusió de diverses tècniques diferents, tant tradicionals com contemporànies, i les seves composicions estan pensades per reflectir les preocupacions del món actual (Composer's Bureau). Smith assenyala que estar aïllada dels seus contemporanis compositius li va permetre distanciar-se de moltes tendències contemporànies de composició i li va permetre desenvolupar una veu compositiva derivada d'una herència clàssica-romàntica. El seu procés d'aprenentatge, que s'estén per diversos continents, sens dubte també va contribuir a la seva música diversa.

## Premis
El 1994 va rebre l'Internationaler Kunstlerinnen Preis de la ciutat de Heidelberg, i va ser honrada a la ciutat amb una exposició de la seva vida i obres al Museu Prinz Carl am Kommarkt. Als Estats Units d'Amèrica va rebre diverses beques Meet the Composer i premis ASCAP, i un premi Delta Omicron International pel seu primer quartet de corda. Va rebre un premi de composició de Yale i un premi de músic destacat de la Universitat de Nova York. Va arribar a l'etapa finalista del Concurs d'Òpera de la ciutat de Nova York ("The Courtship of Camilla"), així com al Concurs Kennedy-Friedheim amb el seu conjunt de 24 preludis, titulat "In Homage of...".

## Entrevistes
- "Composer Interview: Ruth Schonthal", Arxivat 2017-10-17 a Wayback Machine. de Selma Epstein, Journal of the IAWM (Aliança Internacional per a les Dones en la Música), febrer de 1994, pàgines 5–8.
- Entrevista a Ruth Schonthal de Bruce Duffie
- WNCN-FM entrevista David Dubal amb Ruth Schonthal, 31 d'octubre de 1980 a YouTube

## Obres seleccionades
Òpera
- The Courtship of Camilla (El festeig de Camilla, 1979/80), A.A. Milne
- Jocasta (1996/97), text d'Hélène Cixous
- Princesa Maleen (1988/89)

Orquestra
- Concert per a piano i orquestra núm. 2 (1977)
- Música nocturna, fantasia nocturna amb ones de l'oceà
- Música per a trompa i orquestra de cambra (1978)
- Els bells dies d'Aranjuez (1982, rev. 1983)
- Banda sonora d'un carrer fosc (1994)
- 3 Celebracions "Variacions Happy Birthday" per a concerts infantils
- The Young Dead Soldiers per a cor i orquestra de cambra (1987)

Música de cambra
- Duo per a clarinet o viola i violoncel (2002)
- Quatre epifanies per a viola no acompanyada (1976)
- Improvisació per a violoncel sol (1994)
- Sonata Concertante per a violoncel o viola o clarinet i piano (1973)
- Quartet de corda núm. 1 (1962)
- Quartet de corda núm. 2 "a la manera vienesa" (1983, revisat el 1996)
- Quartet de corda núm. 3 "In memoriam Holocaust" (1997)
- Tango for Two per a clarinet i violoncel (2002)
- Dos duets per a violí i viola (2002)

Piano/clavicèmbal
- Els Càntics de Jerónimo (1986).
- Fiestas y Danzas (1961).
- Catorze invents (1984).
- De la vida d'una dona pietosa (1999).
- Fanfàrria de Heidelberger amb variacions.
- En Homenatge a... (24 Preludis).
- Esbossos japonesos, Llibre I (Junior), Llibre II (Intermedi inferior), *Llibre III (Intermedi).
- Nachklange (reverberacions) (1967–74) per a piano amb timbres afegits.
- Sonatensatz (1973),
- Sonata Breve (1973),
- Sonata quasi un 'Improvisazione' (1964).
- Sonatina en la (1939).
- Tres elegies (1982).
- Toccata i Arietta (1989)
- 65 Festes (1993/94)
- Gestos (1978/79), onze peces breus per a piano
- Autoretrat de l'artista com a dona gran per a piano (1991)
- Variacions a la recerca d'un tema per a piano (1974)
- Crida dels ocells (1981)
- Música educativa per a piano (col·leccions, grau 1-2)
- Miniatures, peces d'estudi i recital per als primers graus Vol.1, 2,3 per a piano (graus 1-3).
- Potpourri/Minuscules per a piano
- A prop i lluny (adults principiants)
- Pentatònica per a piano
- Del nord i del sud de la frontera

Òrgan
- La temptació de Sant Antoni (1989/90)

## Discografia
- Obres per a piano solista de 7 dones americanes, per Gwyneth Walker, Judith Lang Zaimont, Tania Leon, Victoria Bond i Jane Brockman (1995)

- Obres per a piano solista de 7 dones americanes, per Emma Lou Diemer, Dianne Goolkasian Rahbee, Vivian Adelberg Rudow, Ruth Schonthal i Sheila Silver (1998)
- Quartets de corda jueus per Steven Doane, Abraham Wolf Binder, Darius Milhaud, Ruth Schonthal i Sholom Secunda (2006)
- Reverberacions: Adina Mornell interpreta Ruth Schonthal de Ruth Schonthal i Adina Mornell (2002)
- Margaret Mills toca el piano, per Lowell Liebermann, Ruth Schonthal i Margaret Mills (1994)
- Vive la Différence: Quartets de corda de 5 dones de 3 continents per Amy Marcy Cheney Beach, Priaulx Rainier, Sarah Aderholdt, Ruth Schonthal i Lucie Vellere (1997)
- Margaret Astrup canta Ruth Schonthal per Schonthal i Astrup (2007)
- Cançons de dones per Elizabeth R. Austin, Elisenda Fábregas, Ruth Schonthal, Joyce Suskind i Marcia Eckert (2003)